# Bieler Tagblatt
 (décembre 2023).
Si vous disposez d'ouvrages ou d'articles de référence ou si vous connaissez des sites web de qualité traitant du thème abordé ici, merci de compléter l'article en donnant les références utiles à sa vérifiabilité et en les liant à la section « Notes et références ».

Logo

Le Bieler Tagblatt, quotidien germanophone, est édité par une entreprise familiale, les Éditions W. Gassmann SA.
Il est le quotidien de référence pour l'agglomération de Bienne dans le canton de Berne et tout le Seeland. Il fut fondé par l’imprimeur Franz Josef Gassmann en 1850 à Bienne, sous le premier nom de Seeländer Bote. À l'époque il paraissait trois fois par semaine avant de prendre un rythme quotidien en 1904.

## Tirage et couverture
Le tirage vendu certifié est de 26 715 exemplaires en 2009, avec un lectorat d'environ 62 000 personnes pour la même année. Tous les thèmes concernant les arrondissements de Bienne et du arrondissement administratif du Seeland sont couverts, la région de Lyss et Berne le sont également en partie.

## Participations des Éditions Gassmann
Le groupe, propriétaire également du « Journal du Jura », son pendant francophone à Bienne, est en outre engagé de manière significative à « TeleBielingue » et à « Canal 3 », respectivement la télévision bilingue et les radios régionales. Leurs rédactions respectives occupent les bureaux du « Communication Centre », bâtiment situé à l’arrière de la gare CFF de Bienne. D’autres sociétés de médias et de communication y travaillent également.

## Collaboration
La rédaction du « Bieler Tagblatt » collabore étroitement avec les autres rédactions du groupe Gassmann, ainsi qu’avec les rédactions des quotidiens Berner Zeitung, Solothurner Tagblatt, l’Agence Télégraphique Suisse, l’Information Sportive et Keystone (Agence photographique).

## Concurrence
Le journal hebdomadaire  gratuit bilingue « Biel-Bienne », publié par le « Bureau Cortesi » couvre la même région que les deux journaux locaux réunis. Les quotidiens « Der Bund », « Blick », « Berner Zeitung », « Grenchner Tagblatt », la « Solothurner Zeitung » et les quotidiens gratuits « 20 Minuten », « News », « Punkt CH », « Cash » et « Blick am Abend », ainsi que la « Presse dominicale » informent également la région.

## Équipe rédactionnelle
30 rédacteurs exclusifs et environ 150 collaborateurs externes et correspondants réguliers œuvrent à une information exhaustive des lecteurs du « Bieler Tagblatt ».

## Particularités
Le « Bieler Tagblatt » est un des rares quotidiens suisses qui rédige une propre page cinématographique hebdomadaire. La rubrique « Uhren & Hightech » (Montres et Haute Technologie) informe régulièrement le lectorat des nouveautés et des « dessous » de la branche horlogère, si importante pour toute la région. La « Kinderblatt », (la page des enfants), traite régulièrement de tous les thèmes spécifiques à la jeunesse, et leur offre conseils et « tuyaux » judicieux.

## Présence sur Internet

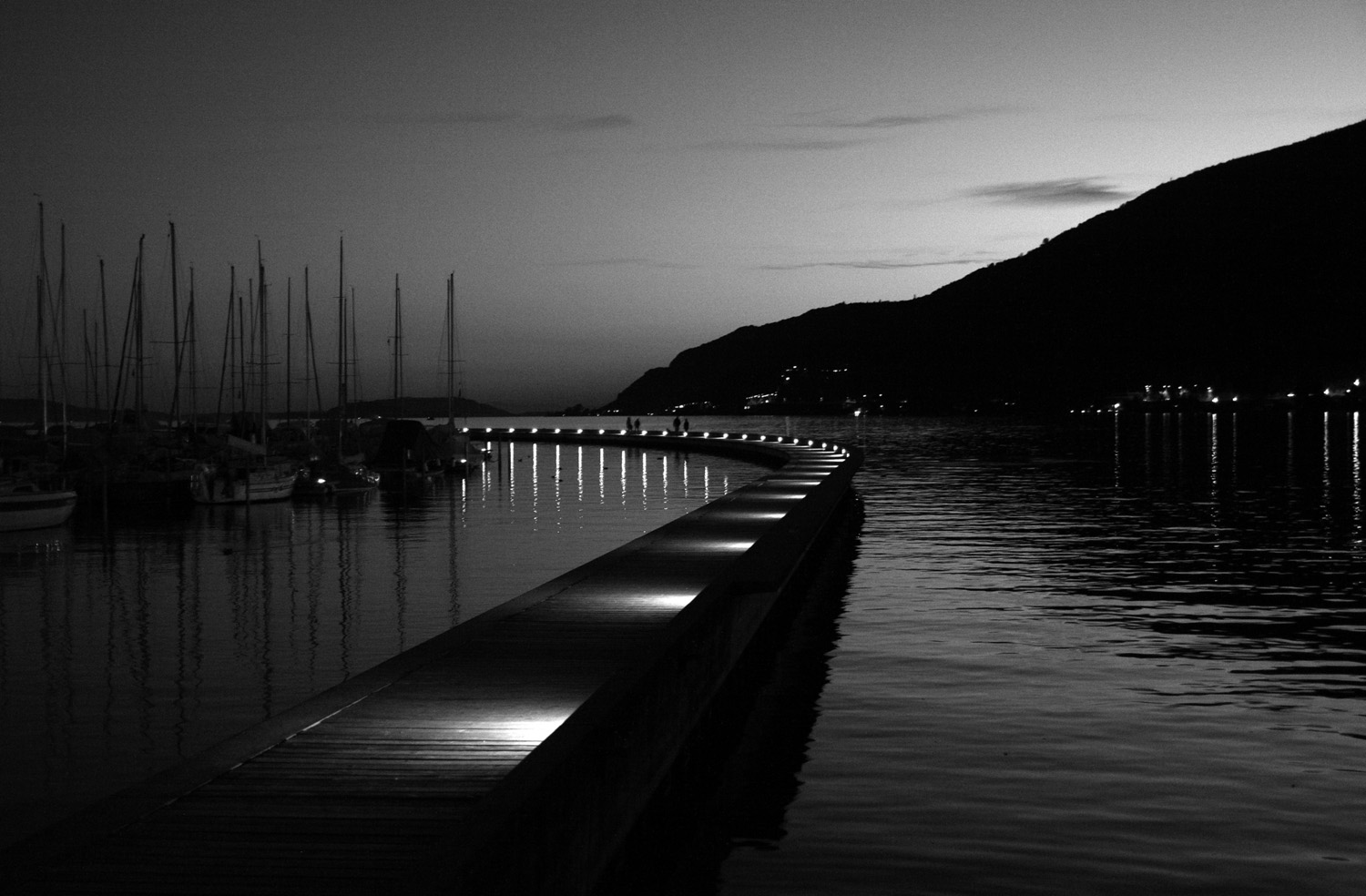
Coucher de soleil sur le bassin portuaire à Bienne (Suisse).

À part un service d’agence de nouvelles, la rédaction informe de manière approfondie quotidiennement sur tout événement et actualité régionale.
Le site Web contient des rubriques exclusives sur les thèmes : Films, DVS et « Games ». La « Photo du Jour » d’un lecteur y est sélectionnée et présentée. La rubrique « Lesereporter » (reportages des lecteurs) offre une participation quotidienne du lectorat, par la publication de leurs textes, photos et vidéos ; le cas échéant, paraissant également dans le quotidien (contre rétribution). Un service de nouvelles par SMS est également disponible sur les thèmes régionaux : Politique, Économie, Culture et Sport. Pendant leur saison de jeux respective, les nouvelles et les résultats des Clubs biennois de Hockey et de Football sont traités de manière exhaustive par texte et photos. D’autres rubriques présentent des nouvelles, photographies et vidéos intéressant.

## Littérature
- Matthias Nast: Eineinhalb Jahrhunderte Informationsvermittlung – 150 Jahre W. Gassmann AG, Jahrbuch, S. 132–140.

## Liens
- (de) Site officiel du Bieler Tagblatt
- Version numérisée du Bieler Tagblatt sur la plateforme suisse de journaux numérisés e-newspaperarchives.ch

- « Bieler Tagblatt » dans le Dictionnaire historique de la Suisse en ligne.